# Thaumantia buhleri
Thaumantia buhleri är en insektsart som beskrevs av Victor Lallemand och Synave 1953. Thaumantia buhleri ingår i släktet Thaumantia och familjen Tropiduchidae. Inga underarter finns listade i Catalogue of Life.